# رون دارت
رون دارت هو عالم سياسة كندي، ولد في 1950.